# Claude Antoine Couplet
Pour les articles homonymes, voir Couplet.
Claude Antoine Couplet est un mathématicien, membre de l'Académie royale des sciences, né à Paris le 20 avril 1642, et mort dans la même ville le 25 juillet 1722 .

## Biographie
Claude Antoine Couplet est le fils d'Antoine Couplet, bourgeois de Paris.
Son père le destinait au barreau sans le consulter, mais lui-même était attiré par les mathématiques et la mécanique. Ayant fait des études de droit, il a été reçu avocat. Assez rapidement il a abandonné cette profession pour suivre les cours de Jacques Buot (Buhot), cosmographe et ingénieur du roi. Pour cultiver ses dispositions, il a resserré ses liens en se mariant avec la belle-fille de son professeur alors âgée de 24 ans.
À la formation de l'Académie royale des sciences, en 1666, Jean-Baptiste Colbert l'a choisi pour en faire partie. On lui a donné un logement à l'Observatoire de Paris et la garde du Cabinet des machines. Il a aussi été trésorier de l'Académie.
En 1670 il a acheté à Jacques Buot la charge de professeur de mathématiques des pages de la Grande écurie, ce qui l'obligeait à se rendre souvent à Versailles. Dans le même temps, Louis XIV faisant construire le château de Versailles, il y avait nécessité d'alimenter en eau les jardins et le palais grâce à de grandes conduites. La science des eaux et des nivellements a alors été perfectionnée. Claude Antoine Couplet a eu l'occasion de participer aux travaux qui l'ont amené à concevoir un niveau d'un emploi plus facile.
Il a eu l'occasion d'utiliser sa science du nivellement au profit de particuliers. Son fait le plus considérable a été de rétablir l'alimentation en eau de la petite ville de Coulanges-la-Vineuse, près d'Auxerre, en 1705, à la demande d'Henri François d'Aguesseau, alors procureur général, puis chancelier de France, qui y avait acquis un domaine. Marc-Antoine Couplet est venu dans la ville en septembre, et après avoir fait un nivellement, il a donné les instructions pour les travaux. Pour une dépense de moins de 3 000 livres, l'eau est arrivée dans la ville le 21 décembre faisant la joie de la population. Pour le remercier, la ville a fait graver un distique en latin :
Non erat ante fluens populis sitientibus unda,
Ast dedit æternas arte Cupletus aquas.

Il n’y avait auparavant pas d’eau courante pour les gens assoiffés Mais par son art Cupletus a donné les eaux éternelles .
Il a aussi permis à Auxerre d'avoir de meilleures eaux et à Courson de retrouver une source perdue.

## Famille
Il est le père de Pierre Couplet de Tartereaux qui a été aussi membre de l'Académie royale des sciences.